# Ballaboskredet
Ballaboskredet var ett av de mindre dramatiska av efterkrigstidens många jordskred i Västsverige.
Den 16 april 1996 ägde ett jordskred rum vid Ballabo i Västerlanda socken, på Göta älvs västra sida, cirka 1,5 km söder om samhället Göta i  Lilla Edets kommun. Skredet kom att omfatta en 110 m lång sträcka utmed älven och sträckte sig 50 – 70 m bakåt från stranden. Vattendjupet i älven minskade och skredmassorna kom således att minska farledsbredden. 
Skredet upptäcktes från ett förbipasserande fartyg. Då hade i princip hela skredet inträffat. Ett annat fartyg hade passerat skredområdet en timme tidigare utan att några förändringar noterades utmed stranden eller i älven.
Rasområdet utgjordes av åkermark. Ingen person kom till skada och inga byggnader eller anläggningar förstördes.